# 제노아 CFC
제노아 크리켓 앤 풋볼 클래브(Genoa Cricket and Football Club S.p.A.)는 제노바에 위치한 루이지 페라리스 경기장을 근거로 하는 이탈리아의 축구 클럽이다.
그들의 오래된 역사 동안에, 제노아는 9번의 세리에 A 우승을 하였다. 그들의 첫 우승 타이틀은 1898년에 열린 이탈리아 풋볼 챔피언쉽 1회였고 마지막 우승은 1923-24 시즌이다. 또한 제노아는 코파 이탈리아를 한 차례 우승하였다. 역사적으로, 제노아는 리그 우승 횟수로만 보았을 때 이탈리아 내에서 4번째로 성공적인 클럽이다.
팀의 초창기 시절의 성공은 아마도 제노바 근방 출신은 아니었지만, 항상 자신을 팀의 서포터라고 알린 이탈리아 스포츠 저널리스트들의 대부 잔니 브레라 (1919년-1922년)가 팀에 많은 공헌을 했기 때문일 것이다.
클럽은 1911년 이후에 홈경기를 관중 수용인원 36,536명의 스타디오 루이지 페라리스에서 치른다. 1946년부터 경기장은 지역 라이벌 UC 삼프도리아와 공유하고 있다. 제노아는 두 번의 세리에 C 강등이 있었고 종전후 역사 대부분을 세리에 A와 세리에 B를 오르락 내리락하며 보내고 있다.

## 역사
클럽은 1893년 9월 7일에 Genoa Cricket & Athletic Club이라는 명칭으로 설립됐다. 초기 몇년 동안은 주로 육상과 크리켓, 축구에 출전하였다. 한때 클럽은 외국에 있는 잉글랜드인이 세웠기 때문에, 원래 유니폼은 잉글랜드 축구 국가대표팀과 같은 유니폼 색상인 하얀색 유니폼이였다. 처음에는 이탈리아인들이 영국의 스포츠 클럽에 들어오는 것이 허용되지 않았다. 제노아의 활동은 제노바 시의 북서쪽 Piazza d'Armi에서 이뤄졌다. 처음에 클럽의 관리를 맡은 이들은 다음과 같다.
|  | - Charles De Grave Sells - S. Blake - G. Green - W. Riley |  | - Daniel G. Fawcus - Sandys - E. De Thierry - Jonathan Summerhill Sr. |  | - Jonathan Summerhill Jr. - Sir Charles Alfred Payton |

1897년 4월 10일에 클럽의 축구부서가 제임스 리차드슨 스펜슬리 덕분에 뚜렷해졌다. 이것은 그당시 이탈리아 축구에서 가장 오래된것이었고, 다른 클럽에 축구부가 설립된것은 토리노에 4개에 불과했다. 이탈리아인들의 입단이 허용되었고 새로운 경기장 Ponte Carrega를 만들었다. 그들의 첫 친선전은 홈경기에서 인테르나치오날레 FC 토리노와 FBC 토리네세가 섞인 팀과 경기를 했고 제노아가 1-0으로 패했다. 오래가지 않아서 제노아는 UPS 알레산드리아를 상대로 2-0 승리를 거두며 첫 승리를 기록했다. 친선전은 또한 HMS Revenge 호의 많은 영국인 선원들과 친선전을 치루기도 했다.

### 대회 독점

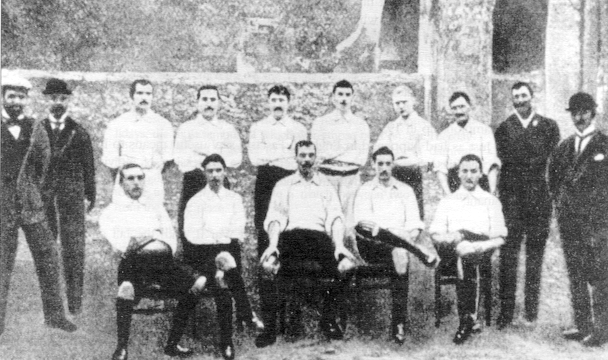
1898 첫 이탈리아 챔피언십의 우승 팀제노아 CAC

이탈리아 축구는 이탈리아 축구 협회와 이탈리아 풋볼 챔피언십의 설립으로 발전하였다. 제노아는 토리노 벨로드로모 움베르토 1세 경기장에서 열린 1898년 첫 이탈리아 풋볼 챔피언십에 참가했다. 그들은 5월 8일 공식 첫경기에서 진나스티카 토리노를 2-1 승리를 거뒀다. 첫 우승은 추가 시간에 인테르나치오날레 토리노를 3-1로 승리한 경기였다.
제노아는 다음 시즌에 팀이름에서 Athletic을 빼고 Genoa Cricket & Football Club이라고 바꿨고. 이탈리아에서는 biancoblu라고 알려진 유니폼에서는 하얀색과 세로무늬 파란색으로 바꾸는등 몇가지 변화를 주었다. 제노아는 1899년 4월 16일 하루동안 열리는 토너먼트 경기에서 두 번째로 인테르나치오날레 토리노를 3-1로 승리하면서 그들의 두 번째 우승을 했다. 1900년에 열린 대회에서 연이어 우승을 하며 팀의 세 번째 우승을 차지했고 1910년까지 리그에서 더 좋은팀이 없던 지역 최고의 라이벌팀 삼피에르다레네세를 7-0 승리를 거두기도 했다. 결승전에서 FBC 토리네세를 3-1 승리를 했다.
클럽의 유니폼은 1901년에 다시 변화를 갖게 됐다. 제노아는 유명하던 빨간-네이비색을 채택했고 그래서 그들이 rossoblu라고 알려지게 되었다. 그 색은 칼리아리, 볼로냐, 끝없는 수의 작은 클럽들같이 오늘날까지 많은 이탈리아의 클럽들이 사용한다. 밀란 CFC에게 준우승으로 시즌을 마친후, 1902년에 네 번째 우승을 차지했다. 유벤투스가 1903년부터 제노아와 우승을 다툴 클럽으로 부상했지만, 두 시즌 동안 제노아는 연이어서 늙은 노파를 결승전에서 격파했다.
제노아는 1903년 4월 27일 프랑스를 방문하여 FVC 니스와 경기를 벌여 3-0 승리를 거뒀고 국제경기에 참가한 첫 이탈리아 축구팀이 되었다. 게다가 1904년에 이탈리아 챔피언십을 우승하였고, 또한 이 해에는 제노아 리저브팀이 원래의 세리에 B였던 II 카테고리아를 우승하였다. 1905년에 준우승을 한때부터, 제노아는 유벤투스, 밀란과 프로 베르첼리 같은 다른 팀들에게 이탈리아 우승을 내주게 되었다.
이 시기의 몰락은 1908년 이탈리아 축구협회가 체육협회에서 외국인 선수들을 사용하는 것에 대해 거친 항의를 받아들이는 것으로 거슬러 올라간다. 제노아는 창단 이후부터 항상 영국인들로만 구성된 팀이였다. 그들은 밀란, 토리노, 피렌체같은 주요팀들처럼 받아들이지 않았다. 게다가 이들팀들은 그해에 이탈리아 축구 협회로부터 탈퇴를 하였다. 다음 시즌에 협회는 결정을 번복하였고 제노아는 루이지 페라리스와 일부 스위스 출신 선수들로 팀을 재건하였다. 선수단의 리빌딩과 함께 그당시 영국식 경기장이면서 수용인원 25,00명의 새 경기장인 스타디오 루이지 페라리스를 만들었고 1911년 1월 22일에 공식 개장을 하였다.

### 가벗의 부활
이탈리아 축구 국가대표팀의 창설과 함께, 제노아는 아주리의 주장을 맡았던 렌초 데 베키, 에도아르도 마리아니와 엔리코 사르디등이 대표팀에 차출되며 중요한 부분을 차지했다. 영국인 윌리엄 가벗은 팀의 부활을 가져온 감독이다. 가버트는 이탈리아에서 최초의 전문 감독이였고 그는 끊임없이 파이프 담배를 피우는 강한 카리스마를 지녔다. 그는 선수들로부터 "아저씨(Mister)"라는 별명이 붙었다.
마침내 1914-15 시즌을 지나서, 제노아는 북이탈리아 지구 최종 라운드에서 우승하며, 북부 이탈리아 최고의 팀의 자리를 되찾았다. 하지만 남부 이탈리아에서는 제 1차세계대전의 발발로 결정되지 않았기 때문에 제노아는 전국대회에서 경기를 하지못했다. 제노바는 전쟁이 끝난후인 1918년에 우승식을 하였다. 전쟁은 제노아에게 루이지 페라리스, 아돌포 그네코, 카를로 마라시, 알베르토 수소네, 클라우디오 카사노바등이 군복무중에 사망하는등 끔찍한 대가를 가져갔고 이기간에 축구부서 창시자인 제임스 리차드슨 스펜슬리 역시도 독일에서 사망했다.

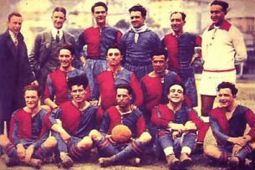
제노아의 마지막 우승인 시즌인 1924년 이탈리아 풋볼 챔피언십

전쟁후에도, 제노아는 북부 지구에서 강력한 우승 후보였다. 가벗은 1922-23 시즌에 라치오를 결승전에서 2차전 합계 6-1로 무찌르며 제노아를 이탈리아 리그 챔피언 자리로 이끌었다. 다음시즌에, 제노아는 북부지구 결승전에서 논란이 없지 않는 볼로냐를 만났고 볼로냐에서 벌어진 2차전에서 폭동이 있었고, 경기는 관중들의 폭동으로 인하여 취소되었고 이탈리아 축구협회는 제노아에게 2-0 승리를 주었다. 전국 대회에서 제노아는 사보이아를 2차전 합계 4-1로 무찌르며 통산 9번째 리그 우승을 차지했다.
두 번의 우승 기간 동안 선수단에는 조반니 데 프라, 오타비오 바르비에리, 루이지 부를란도와 렌초 데 베키가 있었다. 제노아의 우승이 있던 1923–24 시즌에 스쿠테토 패치가 도입되었다(이탈리아 리그를 우승한 팀은 다음시즌에 이탈리아 국기 색깔에 방패 모양을 한 패치가 있는 유니폼을 입을 수 있다). 남은 20년대 동안에, 팀은 단 한번도 우승을 하지 못하였고, 가장 높았던 순위는 공격수 펠리체 레브라토가 20경기에서 27골을 넣으며 토리노를 상대로 준우승을 한 1927-28 시즌이다.

### 제노바 1893 기간
클럽의 명칭이 영국적인 늬앙스가 강했기 때문에, 제노아는 1928년에 파시스트 정부로부터 제노바 1893 치르콜로 델 칼초(Genova 1893 Circolo del Calcio)로 이름을 강제적으로 바뀌게 되었다. 팀은 후에 유러피언 컵의 전신인 미트로파컵에 참가했으나 8강에서 라피트 비엔나에게 탈락하였다. 그들은 1929-30 시즌에 암브로시아나 뒤인 2위로 시즌을 마쳤다. 이 시즌은 마지막으로 우승을 한 이후 1부 리그에서 지금까지 가장 높은 순위였다.

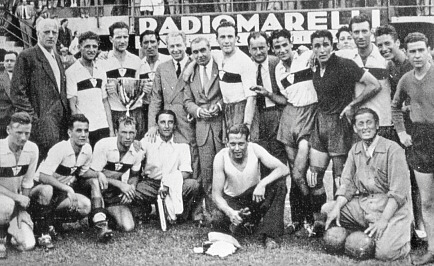
1937년 코파 이탈리아를 우승하고 피렌체에서 시상중인 제노아

클럽의 리그성적은 1930년대 초에는 여러 순위들을 하면서 일정하지는 않았다. 1933-34 시즌에는 제노바가 이탈리아 2부 리그인 세리에 B로 강등 당하는 고통을 겪기도 했다. 다행스럽게도, 그들은 비토리오 바로파의 지휘하에 그들이 속한 그룹의 1위였던 노바라를 상대로 승리하면서 곧바로 승격을 하였다. 1936년에는 야심찬 줄리오 쿨리올로가 회장으로 취임하였고, 1936-37 시즌에 그들은 리그를 6위로 마쳤고 AS 로마를 상대로 마리오 토르티의 골로 1-0 승리를 거두며 코파 이탈리아 우승도 하였다.
다음 시즌에 제노바는 3위로 마감을 하였는데, 이당시에 우승 팀인 암브로시아나-인테르와 승점이 단 3점 차이에 그쳐서 매우 팽팽하던 시즌이였다. 그해 여름 이탈리아는 1938년 FIFA 월드컵 월드컵에 참가하였고 우승을 했는데, 제노바의 세 선수 마리오 페라촐로, 세르조 베르토니, 마리오 젠타가 우승 스쿼드에 기여했다. 클럽은 이탈리아 1부 리그 상위권을 차지하는 5개 팀의 자리를 유지했다.
제2차 세계대전은 모든 이탈리아 축구에 엄청난 영향을 끼쳤지만, 제노바는 다른 클럽들처럼 그 여파에서 회복되지 못했다. 1945년에 클럽은 과거 그들이 매우 초창기 이탈리아 챔피언쉽에 사용했던 제노아 CFC(Genoa Cricket and Foot-Ball Club)로 명칭을 되돌리기로 했다. 종전후 몇년간에는 클럽은 과거에 관련깊었던 오타비오 바르비에리와 윌리엄 가벗이 경영직으로 돌아오면서 여전히 팬들에게 인기있는 구단이였다. 제노아는 1946년에 다른 두 클럽의 통합 지지자들이 세운 삼프도리아와 새로운 라이벌 관계를 형성했고 스타디오 루이지 페라리스에서 경기장을 공유하게 되었다.

### 종전후 기간

1956-57 기간 동안 제노아

2차 세계대전 종전후 제노아의 세리에 A 상위권 도달 능력을 상실했고 40년대를 중위권에 머물렀다. 1948-49 시즌에는 제노아가 인테르를 3-1, 그 유명한 그란데 토리노를 3-0, 파도바를 7-1로 승리하는등 엄청난 결과를 이루기도 했다. 1950년대에 불운한 시기를 보내게 된다. 제노아는 보카 주니어스로부터 마리오 보예를 영입했으나 그는 단 한 시즌만을 머물고 떠났고 팀은 리그 강등권에 머물며 강등이 됐지만, 2 시즌후에 레냐노에 앞서 세리에 B를 우승하며 다시 복귀했다. 랑나르 니콜라이가 이 기간에 팀에서 유명했던 선수이고 팀은 10년간을 한결같이 중위권에 머물렀다.
1959-1960 시즌에 강등의 아픔을 겪었지만 1961-1962 시즌에 세리에 A로 복귀했고, 제노아는 1960년대 초에 컵 우승을 하기도 했다. 그 컵 대회는 코파 델레 알피로 처음으로 국제 대회를 대신하는 클럽간의 대회로 제노아는 홈경기에서 프랑스 클럽 그르노블 푸트 38을 니차(Nizza)의 골로 1-0 승리를 했다. 제노아는 2년뒤 같은 대회 결승전 장소 스위스 베른에 있는 방크도르프슈타디온에서 카타니아를 2-0으로 이겨 우승 트로피를 차지했다.
그들의 성공은 오래가지 않았는데, 그해 그들의 마지막 컵 대회 우승후 그들은 세리에 B로 다시 강등됐다. 이때 그들은 매 시즌마다 감독이 빠귀는 불안정으로 인해 이탈리아 축구 리그 시스템 2부 리그에서 이전의 강등때보다 오래있었다. 클럽은 재정적 어려움에 빠지고 몇번의 구단주 교체에 이르다가 제노아는 1970년에 처음으로 세리에 C로 강등을 경험했다.

### 뒤죽박죽이 되던 때
1970년대 동안에 제노아는 대부분을 2부리그에 있었다. 아르투로 실베스트리 감독하에 제노아는 1973-74 시즌에 세리에 A로 돌아왔지만 곧바로 강등이 됐다. 일 그리포네(Il Grifone)는 두 시즌 뒤에 세리에 A로 복귀했고, 그 당시 팀에는 로베르토 로사토, 브루노 콘티와 젊은 시절의 로베르토 푸르초가 있었다. 이 시기에 그들은 1977-78 시즌에 강등되기 전에 두 시즌간 눈에 띄는 모습을 보여줬다. 이번의 강등에서는 피오렌티나와 시즌 마지막 경기에서 0-0 무승부로 끝나며 피오렌티나와 단 득실점 1점이 부족하여 강등을 당하여 더욱 고통스러운 강등이었다.

1980년대의 제노아 1군

그 강등은 클럽에게 더욱 안좋았던것이 무엇이면 그들은 팀의 톱 플레이어들을 잃었다는 것이였다. 그렇게 떠난 선수들중에 로베르토 푸르초는 AS 로마로 떠나 큰 성공을 거뒀다. 세리에 B에서 중위권으로 두 시즌을 보낸 그들은 1980-81 시즌에 루이지 시모니 감독 지휘하에 토토네로 도박 스캔들로 인해 지난 시즌에 강등당한 AC 밀란을 이어 준우승을 차지하며 승격을 하였다.
여전히 시모니가 감독직을 맡고 있으며, 제노아는 시즌 마지막날 극적으로 AC 밀란이 승점 1점차로 강등이 되면서 그들의 복귀 세리에 A 복귀 시즌에서 잔류할 수 있었다. 그 시즌의 마지막 경기는 극적이였는데, 제노아는 85분에 터진 마리오 파체다의 결승골로 SSC 나폴리에게 2-1 승리를 거두며 제노아가 필요로 했던 승점을 확보하였고 두 팀의 팬들사이의 우호적 관계가 이때부터 시작되었다. 2 시즌뒤 제노아는 시즌 마지막 경기에서 그 시즌의 우승 팀 유벤투스에게 패하며 강등이 됐다. 이때 라치오가 제노아와 승점이 같았으나 상대전적이 앞서 강등으로부터 살아남았다.

### 유럽클럽대항전 경험
제노아는 칼라브리아 출신 사업가 알도 스피넬리가 1985년에 구단주가 되었고 시모니는 감독직을 오래 수행을 하지못했지만 세리에 B에서 중상위권으로 시즌을 마쳤다. 1987–88 시즌에 폼이 떨어졌고, 제노아는 다시 정신을 차려 1988–89 시즌에 바리에 앞서 우승을 하며, 승격을 할 수 있었다. 제노아는 약한 전력의 팀을 강하게 만드는걸로 잘 알려진 오스발도 바뇰리(80년대 엘라스 베로나를 이끌고 리그 우승을 하기도 함)를 감독으로 선임하였고 카를로스 아길레라와 토마시 스쿠라비같은 인재들과 함께 1990-91 시즌 리그에서 4위를 마치는등의 높은 성과를 올렸다. 그 시즌에 팀은 시즌 전체 기간 동안에 홈경기에서 유벤투스, 인테르, 밀란, 로마, 라치오, 피오렌티나, 나폴리 그리고 그 시즌 우승 팀이자 더비 라이벌인 삼프도리아등 강팀들을 이기면서 무패기록을 세웠다.
나중에 제노아는 1990-91 시즌에 UEFA 컵 출전권을 얻개된다. 제노아는 준결승전에서 아약스를 만나 탈락했지만 좋은 성적을 거뒀고, 8강전에서는 리버풀을 상대로 홈, 어웨이 경기를 모두 이기며 이탈리아팀으로는 처음으로 안필드에서 이긴 클럽이 됐다. 불행하게도 제노아는 이 성공은 오스발도 바뇰리가 건강이 안좋아지던 딸의 간병을 위하여 팀을 떠나고 핵심 선수들의 세대 교체가 실패하면서 곧 암흑기가 찾아온다. 이 기간의 제노아의 선수단에는 잔루카 시뇨리니, 카를로스 아길레라, 로베르토 오노라티, 스테파노 에라니오, 존 판엇스힙이 있었다.

회장 스피넬리는 대부분의 사업가들이 축구팀의 구단주가 된후 겪던 경영적인 어려움을 겪고 있었다. 반면에 축구를 통한 마케팅과 PR 투자는 꽤나 그들의 주 사업에서 경영적 어려움을 겪고 있던 축구팀을 유지할정도의 자금을 뽑아낼 준비가 되어있었고 선수단을 보충하는 방법을 통해 스피넬리는 사장의 수입을 늘리려는 제노아를 수입원으로 봐 팀의 손실 최소 부분의 뛰어난 선수들을 팔아 막대한 이익을 얻어 그것으로 팀에 재투자하였다. 대부분 그렇게 대체된 선수들은 가치가 저평가받던 선수들이나 거의 알려지지 않은 이들이였다. 게다가 그는 팀의 핵심적인 선수 카를로스 아길레라를 팔아 일본팀 요미우리 베르디에게서 현저하게 저평가되던 미우라 카즈요시를 영입하며 증명해냈다. 특히 이 영입은 일본 스폰서들이 미우라가 세리에 A에 뛸수 있게 돈을 지불하면서 스피넬리 구단주를 기쁘게 했다.) 같은 시즌에 제노아는 UEFA 컵에 참가했고, 강등권으로부터 순위가 단 한 칸 차이로 시즌 내내 중하위권을 돌았다.
1994-1995 시즌 제노아는 가까스로 강등이 되었다. 정규 시즌 종료후 파도바와 승점이 같았다. 이로 인해서 피렌체에서 두 번의 경기를 치루는 플레이아웃 경기가 열리게 되었는데, 1-1로 추가 시간까지 끝나 승부차기까지 가게 됐다. 제노아는 여기서 5-4로 패했다. 세리에 B로 강등되어있는 동안에 앵글로-이탈리안컵 결승전까지 올라가 젠나로 루오톨로의 헤트트릭으로 포트 베일을 5-2로 이기며 국제대회 우승의 맛을 보게 되었다. 회장 스피넬리가 제노아를 매각하고 다른 클럽(알레산드리아, 최근에는 리보르노)의 회장직으로 옮겼다. 1990년대 후반과 2000년대 초반에는 잦은 경영자 교체, 나쁜 재정 상황과 1990-91 시즌 6위를 차지하는등 승격에 대한 적은 가능성으로 인해 클럽 역사상 가장 힘든 기간을 보냈다. 1997년부터 2003년까지, 제노아는 이전에 코모의 회장이기도 했던 이르피니아 출신 엔리코 프레치오시에게 소유권이 넘어가기 전까지 모두 3명의 구단주와 4명의 회장을 겪었다.

### 최근 기간
2003년 프레치오시가 회장으로 취임할 때, 제노아는 세리에 C1으로 강등이 되기로 되었지만, 이탈리아 축구협회가 세리에 B 참가팀을 24팀으로 늘리면서 카타니아와 살레르니타나와 함께 세리에 B에 남았다. 제노아는 2004-05 시즌 세리에 B를 우승했지만, 시즌 마지막날 베네치아와의 경기에서 승부조작 혐의가 일어났다. 그 경기에서 제노아는 3-2로 승리하며 우승을 차지했는데, 만약 무승부를 거두거나 졌을경우 선두 수성을 못 할 수가 있었다. FIGC의 징계 위원회는 제노아를 리그 최하위로 조정하였으며, 2005년 7월 27일에 세리에 C1으로 강등시켰다. 제노아는 세리에 C에서 시즌을 시작하기전 승점 3점이 감점된 상태에서 시작했지만 리그를 2위를 마감하여 플레이오프전에 참가했다. 플레이오프에서 몬차를 2-1로 이기면서 세리에 B로 승격을 했다. 승격후 여름 이적시장에 잔 피에로 가스페리니가 제노아의 감독으로 부임을 했고, 그는 2006-07 시즌의 마지막 경기인 나폴리와 경기에서 0-0 무승부를 거두며 세리에 A로 승격을 확실시켰다.
세리에 A로 12년 만에 돌아온 제노아는 10위로 시즌을 마감하며 선전을 했다. 회장 프레치오시는 일부 선수들을 좋은 금액 조건으로 이적시키면서 팀의 중요 부분을 보안하며 신중한 여름 이적 시장을 보냈다. 제노아는 세리에 A 2008-2009 시즌 목표를 UEFA 컵 출전으로 잡았다. 그 목표는 전통적인 강팀들은 유벤투스, 로마, 밀란 그리고 더비전 라이벌 삼프도리아를 상대로 승리를 거두고, 디에고 밀리토가 리그 득점왕을 하며 실현됐다. 제노아는 나중에 밀리토와 티아구 모타를 인테르나치오날레에게 잃었지만, 대신에 에르난 크레스포를 데려왔다. 그들은 선수단 질 향상의 노력으로 상당한 자금(거의 4천만 유로)을 투자했다.
그렇게 선수단을 강화했지만 부상과 질병으로 인해 유럽클럽대항전과 코파 이탈리아에서는 일찌감치 탈락했고 리그에서 9위를 기록했다. 제노아는 다시 한번 알짜베기 선수단을 영입하며 부활에 나섰지만, 리그중하위권에 그쳤고 회장 프레치오시는 2007년부터 팀을 이끌던 잔 피에로 가스페리니를 시즌 도중에 경질시키고 다비데 발라르디니를 선임시켰다. 새 감독은 기억에 남을만한 결과를 남기지는 못했지만 라이벌과의 더비전에서 모두 승리를 거두고 팀의 성적을 꾸준히 유지시켰다.
2011-12, 2012-13 시즌 모두 강등권에서 한 자리 위에 있는 17위를 차지했다.

## 선수

### 현재 선수 명단
2025년 7월 16일 기준
참고: FIFA 자격 규정에 따라 소속된 국가대표팀 국기를 표시합니다. 선수는 복수의 FIFA 비회원국 국적을 가지고 있을 수 있습니다.
| 번호 | 포지션 | 국적       | 이름                      |
| ---- | ------ | ---------- | ------------------------- |
| 1    | GK     |            | 니콜라 레알리             |
| 2    | MF     |            | 모르텐 토르스뷔           |
| 3    | DF     |            | 아론 마르틴               |
| 4    | DF     |            | 코니 더 빈터르            |
| 8    | MF     |            | 에밀 보히넨               |
| 9    | FW     | 포르투갈   | 비티냐                    |
| 13   | DF     |            | 마티아 바니 (부주장)      |
| 15   | DF     | 잉글랜드   | 브루크 노턴커피           |
| 17   | MF     | 우크라이나 | 루슬란 말리노우스키       |
| 18   | FW     | 가나       | 칼렙 에쿠반               |
| 20   | DF     |            | 스테파노 사벨리           |
| 21   | FW     |            | 제프 에카토르             |
| 22   | DF     |            | 호안 바스케스             |
| 32   | MF     |            | 모르텐 프렌드루프 (3주장) |

| 번호 | 포지션 | 국적 | 이름              |
| ---- | ------ | ---- | ----------------- |
| 73   | MF     |      | 파트리치오 마시니 |
| -    | MF     |      | 발렌틴 카르보니   |

### 영구 결번
참고: FIFA 자격 규정에 따라 소속된 국가대표팀 국기를 표시합니다. 선수는 복수의 FIFA 비회원국 국적을 가지고 있을 수 있습니다.
| 번호 | 포지션 | 국적 | 이름                                 |
| ---- | ------ | ---- | ------------------------------------ |
| 6    | DF     |      | 잔루카 시뇨리 (사후 명예, 1988~1995) |

- 12번은 제노아의 서포터 그라디나타 노르드의 번호로 배정되어있다.

## 역대 회장
| 이름                                                                                          | 임기 기간 |
| --------------------------------------------------------------------------------------------- | --------- |
| 찰스 드 그레이브 셀스                                                                         | 1893–97   |
| [[파일:{{{국기그림-1861}}}\|22x20px\|border \|이탈리아\|링크=이탈리아]] 에르만 바우에르       | 1897–99   |
| 다니엘 G. 파우커스                                                                            | 1899–04   |
| [[파일:{{{국기그림-1861}}}\|22x20px\|border \|이탈리아\|링크=이탈리아]] 에도아르도 파스테우르 | 1904–09   |
| [[파일:{{{국기그림-1861}}}\|22x20px\|border \|이탈리아\|링크=이탈리아]] Vieri A. Goetzloff    | 1909–10   |
| [[파일:{{{국기그림-1861}}}\|22x20px\|border \|이탈리아\|링크=이탈리아]] Edoardo Pasteur       | 1910–11   |
| [[파일:{{{국기그림-1861}}}\|22x20px\|border \|이탈리아\|링크=이탈리아]] 루이지 아이차르디     | 1911–13   |
| [[파일:{{{국기그림-1861}}}\|22x20px\|border \|이탈리아\|링크=이탈리아]] Geo Davidson          | 1913–20   |
| [[파일:{{{국기그림-1861}}}\|22x20px\|border \|이탈리아\|링크=이탈리아]] Guido Sanguineti      | 1920–26   |
| [[파일:{{{국기그림-1861}}}\|22x20px\|border \|이탈리아\|링크=이탈리아]] Vincent Ardissone     | 1926–33   |
| [[파일:{{{국기그림-1861}}}\|22x20px\|border \|이탈리아\|링크=이탈리아]] 알레산드로 타라비니   | 1933–34   |
| [[파일:{{{국기그림-1861}}}\|22x20px\|border \|이탈리아\|링크=이탈리아]] 알프레도 코스타       | 1934–36   |
| Juan Culiolo                                                                                  | 1936–41   |
| [[파일:{{{국기그림-1861}}}\|22x20px\|border \|이탈리아\|링크=이탈리아]] 니노 베르토니         | 1941–42   |

| 이름                                                                                    | 임기 기간 |
| --------------------------------------------------------------------------------------- | --------- |
| [[파일:{{{국기그림-1861}}}\|22x20px\|border \|이탈리아\|링크=이탈리아]] 조반니 가바로네 | 1942–43   |
| [[파일:{{{국기그림-1861}}}\|22x20px\|border \|이탈리아\|링크=이탈리아]] 니노 베르토니   | 1943–44   |
| [[파일:{{{국기그림-1861}}}\|22x20px\|border \|이탈리아\|링크=이탈리아]] 알도 마이라노   | 1944–45   |
| [[파일:{{{국기그림-1861}}}\|22x20px\|border \|이탈리아\|링크=이탈리아]] 안토니오 로렌초 | 1945–46   |
| Edoardo Pasteur                                                                         | 1946      |
| 조반니 페라갈로                                                                         | 1946      |
| Massimo Poggi                                                                           | 1946–50   |
| Ernesto Cauvin                                                                          | 1951–53   |
| 우고 발페르가                                                                           | 1953–54   |
| Presidential Committee                                                                  | 1954–58   |
| 파우스토 가돌라                                                                         | 1958–60   |
| Presidential Committee                                                                  | 1960–63   |
| 자코모 베르니노                                                                         | 1963–66   |
| 우고 마리아 파일라                                                                      | 1966–67   |

| 이름               | 임기 기간 |
| ------------------ | --------- |
| 렌초 포사티        | 1967–70   |
| 비르질리오 바차니  | 1970      |
| 안젤로 톤자니      | 1970–71   |
| 잔니 메네기니      | 1971–72   |
| 자코모 베리노      | 1972–74   |
| 렌초 포사티        | 1974–85   |
| 알도 스피넬리      | 1985–97   |
| 마시모 마우로      | 1997–99   |
| 잔니 E. 셰르니     | 1999–01   |
| 루이지 달라 코스타 | 2001–03   |
| 스테파노 캄포치카  | 2003      |
| 엔리코 프레치오시  | 2003–     |

## 역대 감독
| 이름                                                                                | 국적                                                                    | 기간    |
| ----------------------------------------------------------------------------------- | ----------------------------------------------------------------------- | ------- |
| 기술 위원회                                                                         | 잉글랜드                                                                | 1893–96 |
| 제임스 리차드슨 스펜슬리                                                            | 잉글랜드                                                                | 1896–07 |
| 기술 위원회                                                                         | 잉글랜드                                                                | 1907–12 |
| 윌리엄 가버트                                                                       | 잉글랜드                                                                | 1912–27 |
| 렌초 데 베키                                                                        | [[파일:{{{국기그림-1861}}}\|22x20px\|border \|이탈리아\|링크=이탈리아]] | 1927–30 |
| 게저 세카니                                                                         | 헝가리                                                                  | 1930–31 |
| 루이지 부를란도 기예르모 스타빌레                                                   | [[파일:{{{국기그림-1861}}}\|22x20px\|border \|이탈리아\|링크=이탈리아]] | 1931–32 |
| 카를 룸볼트                                                                         | 오스트리아                                                              | 1932–33 |
| 요제프 너지                                                                         | 헝가리                                                                  | 1933–34 |
| 비토리오 파로파 렌초 데 베키                                                        | [[파일:{{{국기그림-1861}}}\|22x20px\|border \|이탈리아\|링크=이탈리아]] | 1934–35 |
| 죄르지 오르트                                                                       | 헝가리                                                                  | 1935–36 |
| 헤르만 펠슈너                                                                       | 오스트리아                                                              | 1936–37 |
| 윌리엄 가버트                                                                       | 잉글랜드                                                                | 1937–39 |
| 오타비오 바르비에리 윌리엄 가버트                                                   | [[파일:{{{국기그림-1861}}}\|22x20px\|border \|이탈리아\|링크=이탈리아]] | 1939–40 |
| 오타비오 바르비에리                                                                 | [[파일:{{{국기그림-1861}}}\|22x20px\|border \|이탈리아\|링크=이탈리아]] | 1940–41 |
| 구이도 아라                                                                         | [[파일:{{{국기그림-1861}}}\|22x20px\|border \|이탈리아\|링크=이탈리아]] | 1941–43 |
| 오타비오 바르비에리 요제프 비올러                                                   | [[파일:{{{국기그림-1861}}}\|22x20px\|border \|이탈리아\|링크=이탈리아]] | 1945–46 |
| 윌리엄 가버트                                                                       | 잉글랜드                                                                | 1946–48 |
| 페데리코 알라시오                                                                   | 이탈리아                                                                | 1948–49 |
| 존 데이비드 애슬리 페데리코 알라시오 만리오 바치갈루포                              | 잉글랜드 · 이탈리아 · 이탈리아                                          | 1949–50 |
| 만리오 바치갈루포                                                                   | 이탈리아                                                                | 1950–51 |
| 임레 셴케이 발렌티노 살라, 자친토 엘레나                                            | 헝가리 · 이탈리아                                                       | 1951–52 |
| 자친토 엘레나                                                                       | 이탈리아                                                                | 1952–53 |
| 죄르지 샤로시 리노 보닐라우리                                                       | 헝가리 · 이탈리아                                                       | 1953–55 |
| 렌초 말리                                                                           | 이탈리아                                                                | 1955–58 |
| 안니발레 프로시                                                                     | 이탈리아                                                                | 1958–59 |
| 안토니오 부시니 지포 포지 제시 카버 안니발레 프로시                                 | 이탈리아 · 이탈리아 · 잉글랜드 · 이탈리아                               | 1959–60 |
| 안니발레 프로시                                                                     | 이탈리아                                                                | 1960–61 |
| 레나토 제이                                                                         | 이탈리아                                                                | 1961–63 |
| 베니아미노 산토스                                                                   | 아르헨티나                                                              | 1963–64 |
| 파울루 아마라우 로베르토 레리치                                                     | 브라질 · 이탈리아                                                       | 1964–65 |
| 루이지 보니초니                                                                     | 이탈리아                                                                | 1965–66 |
| 조르조 게치 t파올로 타바넬리                                                        | 이탈리아 · 이탈리아                                                     | 1966–67 |
| 리비오 폰가로 알도 캄파텔리                                                         | 이탈리아 · 이탈리아                                                     | 1967–68 |
| 알도 캄파텔리 마우리치오 브루노                                                     | 이탈리아 · 이탈리아                                                     | 1968–69 |
| 프란코 비비아니 마우리치오 브루노, 리노 보닐라우리 아레디오 지모나, 리노 보닐라우리 | 이탈리아 · 이탈리아 · 이탈리아                                          | 1969–70 |
| 아르투로 실베스트리                                                                 | 이탈리아                                                                | 1970–74 |
| 구이도 빈첸치                                                                       | 이탈리아                                                                | 1974–75 |
| 지지 시모니                                                                         | 이탈리아                                                                | 1975–78 |

| 이름                                                | 국적                           | 기간      |
| --------------------------------------------------- | ------------------------------ | --------- |
| 피에트로 마로소 에토레 푸리첼리 잔니 부이           | 이탈리아 · 이탈리아 · 이탈리아 | 1978–79   |
| 잔니 디 마르치오                                    | 이탈리아                       | 1979–80   |
| 지지 시모니                                         | 이탈리아                       | 1980–84   |
| 타르치시오 부르니크                                 | 이탈리아                       | 1984–86   |
| 아틸리오 페로티                                     | 이탈리아                       | 1986–87   |
| 지지 시모니 아틸리오 페로티                         | 이탈리아 · 이탈리아            | 1987–88   |
| 프란코 스콜리오                                     | 이탈리아                       | 1988–90   |
| 오스발도 바뇰리                                     | 이탈리아                       | 1990–92   |
| 브루노 조르지 루이지 마이프레디 클라우디오 마셀리   | 이탈리아 · 이탈리아 · 이탈리아 | 1992–93   |
| 클라우디오 마셀리 프란코 스콜리오                   | 이탈리아 · 이탈리아            | 1993–94   |
| 프란코 스콜리오 주세페 마르키오로 클라우디오 마셀리 | 이탈리아 · 이탈리아 · 이탈리아 | 1994–95   |
| 지지 라디체 가에타노 살베미니                       | 이탈리아 · 이탈리아            | 1995–96   |
| 아틸리오 페로티                                     | 이탈리아                       | 1996–1997 |
| 가에타노 살베미니                                   | 이탈리아                       | 1997      |
| 클라우디오 마셀리                                   | 이탈리아                       | 1997      |
| 타르치시오 부르니크                                 | 이탈리아                       | 1997–98   |
| 주세페 필론                                         | 이탈리아                       | 1998      |
| 루이지 카니                                         | 이탈리아                       | 1998–1999 |
| 델리오 로시                                         | 이탈리아                       | 1999–2000 |
| 브루노 볼키                                         | 이탈리아                       | 2000      |
| 구이도 카르보니 알프레도 마니                       | 이탈리아 · 이탈리아            | 2000      |
| 브루노 볼키                                         | 이탈리아                       | 2001      |
| 클라우디오 오노프리                                 | 이탈리아                       | 2001      |
| 프란코 스콜리오                                     | 이탈리아                       | 2001      |
| 에도아르도 레야                                     | 이탈리아                       | 2001–2002 |
| 클라우디오 오노프리                                 | 이탈리아                       | 2002      |
| 빈첸초 토렌테 리노 라베치니                         | 이탈리아 · 이탈리아            | 2002–2003 |
| 로베르토 도나도니                                   | 이탈리아                       | 2003      |
| 루이지 데 카니오                                    | 이탈리아                       | 2003      |
| 세르세 코스미                                       | 이탈리아                       | 2004–2005 |
| 프란체스코 구이돌린                                 | 이탈리아                       | 2005      |
| 조반니 바바소리 아틸리오 페로티 조반니 바바소리     | 이탈리아 · 이탈리아 · 이탈리아 | 2005–2006 |
| 잔 피에로 가스페리니                                | 이탈리아                       | 2006–2010 |
| 다비데 발라르디니                                   | 이탈리아                       | 2010–2011 |
| 알베르토 말레사니                                   | 이탈리아                       | 2011      |
| 파스콸레 마리노                                     | 이탈리아                       | 2011–2012 |
| 알베르토 말레사니                                   | 이탈리아                       | 2012      |
| 루이지 데 카니오                                    | 이탈리아                       | 2012      |
| 루이지 델네리                                       | 이탈리아                       | 2012–2013 |
| 다비데 발라르디니                                   | 이탈리아                       | 2013      |
| 파비오 리베라니                                     | 이탈리아                       | 2013      |
| 잔 피에로 가스페리니                                | 이탈리아                       | 2013–2016 |

| 이름                    | 국적       | 기간      |
| ----------------------- | ---------- | --------- |
| 이반 유리치             | 크로아티아 | 2016-2017 |
| 안드레아 만드롤리니     | 이탈리아   | 2017      |
| 이반 유리치             | 크로아티아 | 2017      |
| 다비데 발라르디니       | 이탈리아   | 2017-2018 |
| 이반 유리치             | 크로아티아 | 2018      |
| 체사레 프란델리         | 이탈리아   | 2018-2019 |
| 아우렐리오 안드레아촐리 | 이탈리아   | 2019      |
| 티아고 모타             | 이탈리아   | 2019      |
| 다비데 니콜라           | 이탈리아   | 2019-2020 |
| 롤란도 마란             | 이탈리아   | 2020      |
| 다비데 발라르디니       | 이탈리아   | 2020-2021 |
| 안드리 셰우첸코         | 우크라이나 | 2021-2022 |
| 알렉산더 블레신         | 독일       | 2022-     |

## 색깔, 앰블럼, 별명
영국인들의 축구 클럽이였던 제노아의 첫 유니폼 색깔은 잉글랜드 축구 국가대표팀의 색이였다. 하지만 멀지 않아 1899년에 팀 유니폼 색깔을 하얀색과 파란색 줄무늬 모양으로 바꿨다. 파란색은 항구도시인 제노바의 바다를 상징한다. 1901년에 오늘날 제노아의 유니폼인 붉은색과 파란색이 절반씩 있는색으로 정착시키게 된다. 이로 인해 칼리아리, 볼로냐를 비롯한 크고 작은 클럽들과 함께 로소블루(rossoblu)라는 별명을 가지고 있다.
제노아의 별명중 하나인 일 그리포네(Il Grifone)는 그리핀이라는 뜻이다. 제노바 시의 문장에서 유래했다. 문장의 특징으로는 두 마리의 그리핀과 양편의 성 조지의 십자가가 있다. 문장에 성 조지의 십자가는 클럽의 잉글랜드 설립자들이 반영시킨것이 아니며, 제노바 시의 문장과 깃발에도 나타나있다. 제노아 CFC의 실제 앰블럼에는 시의 문장으로부터 많은 영향을 받았지만, 클럽의 붉은색과 파란색은 포함되지 않았다.

## 서포터들과 라이벌
제노아 CFC는 리구리아주에 많은 팬들을 거늘고 있으며 피에몬테주와 발레다오스타주에서도 인기가 있다. 제노바의 해양전통과 다른 나라에 있는 제노바 공동체는 이탈리아를 넘어 제노아의 서포터들을 퍼트렸으며, 이민자들은 부에노스아이레스, 암스테르담, 도쿄, 토론토, 뉴욕, 샌프란시스코, 바르셀로나, 아이슬란드등에 팬클럽을 설립했다.

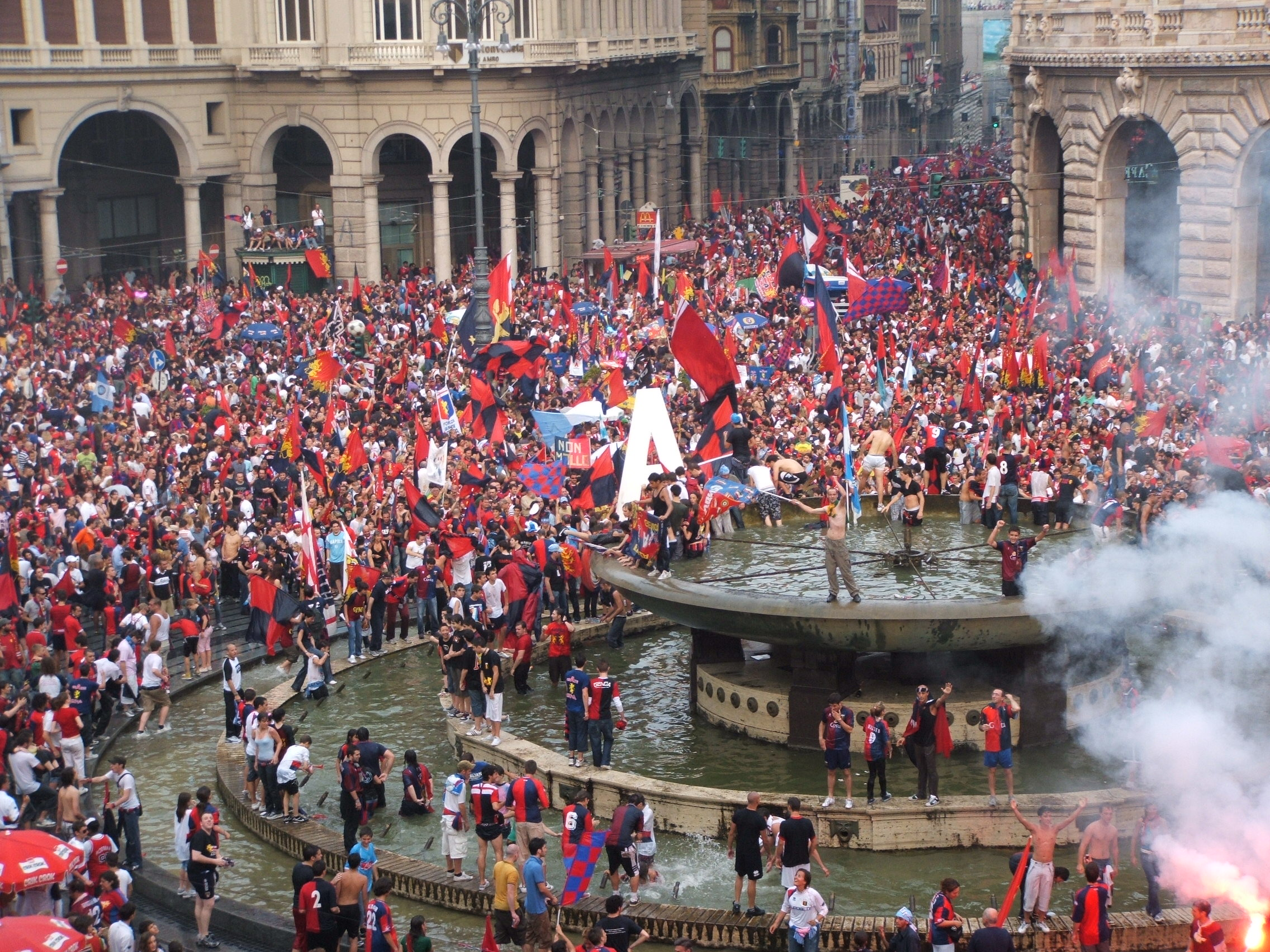
2007년 6월 피아자 데 페라리에서 세리에 A 복귀를 자축하는 제노아의 서포터들

제노아의 가장 중요하며 전통적인 라이벌은 홈 경기장을 공유하고 있는 삼프도리아다. 두 팀간의 경기는 제노아의 등대라는 의미인 데르비 델라 란테르나라고 불린다. 제노아의 서포터들은 1995년 1월에 밀란의 서포터 시모네 바르발리아가 제노아의 서포터 빈첸초 스파뇰로를 찔러 죽이면서 일어난 서포터들간의 충돌 이후, AC 밀란 서포터들과 사이가 좋지 않다.
반대로 제노아 서포터들과 가장 오랫동안 좋은 사이를 유지하는 서포터들은 나폴리의 서포터들이다. 2006-07 시즌 마지막 경기에서 제노아와 나폴리의 경기가 0-0으로 끝나면서 두 팀은 세리에 A로 돌아왔다. 제노아의 울트라스들은 현수막을 들며 "환영한다, 나폴리 형제들이여"라는 뜻인 "Benvenuto fratello napoletano"을 외쳤으며, 두 서포터석은 함께 자축하였다. 다른 한편 AS 로마의 서포터들과도 좋은 관계를 유지하고 있다.

## 역대성적

### 국내 성적
이탈리안 풋볼 챔피언쉽 / 북부 리그 / 세리에 A:
- 우승 (9): 1897–98; 1898–99; 1899–1900; 1901–02; 1902–03; 1903–04; 1914–15; 1922–23; 1923–24
- 준우승 (8): 1900–01; 1904–05; 1912–13; 1913–14; 1921–22; 1924–25; 1927–28; 1929–30

코파 이탈리아: 1
- 우승: 1936–37
- 준우승: 1939–40

세리에 B: 6
- 우승: 1934–35, 1952–53, 1961–62, 1972–73, 1975–76, 1988–89
- 준우승: 1980–81
- 승격: 2006–07

세리에 C / 세리에 C1: 1
- 우승: : 1970–71
- 준우승 : 2005–06

팔라 다플레스: 13
- 우승: 1903–1909

### 유럽 클럽 대항전 성적
미트로파컵:
- 준우승: 1990

코파 델레 알피: 2
- 우승: 1962, 1964

앵글로-이탈리안컵: 1
- 우승: 1996

## 같이 보기
- 왕조 (스포츠)